# 로마 문제
로마 문제(Questione romana)는 리소르지멘토로 인한 교황령과 이탈리아 왕국 간의 갈등을 일컫는다. 로마 문제는 1870년 이탈리아 왕국이 로마를 함락시켜 교황령을 멸망한 로마 점령 이래로 시작했고, 이탈리아 왕국이 바티칸의 주권을 인정하고 바티칸이 구 교황령 영토를 포기한 라테란 조약이 1929년에 맺어짐으로써 종식됐다. 로마 문제는 검은 귀족을 탄생시켰다.